# Jaromír Nečas
Jaromír Nečas (17. listopadu 1888 Nové Město na Moravě – 30. ledna 1945 Merthyr Mawr) byl český sociálně demokratický politik, národohospodář, publicista, poslanec a ministr sociálních věcí.

## Život a činnost
Základy vzdělání až po maturitu absolvoval v rodném městě. Po studiích stavebního inženýrství se ještě před válkou stal pracovníkem státní stavební správy na Podkarpatské Rusi i na Bukovině. Po vzniku republiky se zapojil do veřejného života a pro znalost místních poměrů se stal tajemníkem guvernéra Podkarpatské Rusi. V letech 1920-1924 pracoval jako odborový rada v kanceláři prezidenta Masaryka a měl na starosti záležitosti Podkarpatské Rusi.
Dne 15. července 1922 se oženil s pedagožkou, spisovatelkou a sociální aktivistkou Marií Poubovou. Měli spolu dceru Věru Nečasovou (1924–1943).
Od roku 1919 politicky působil v Československé sociální demokracii, kterou zastupoval i jako poslanec Národního shromáždění.[zdroj?] Po doplňovacích parlamentních volbách na Podkarpatské Rusi v roce 1924 se stal poslancem Národního shromáždění.
V letech 1935-1938 byl členem vlády jako ministr sociálních věcí. Působil také jako zástupce ČSR u Mezinárodního úřadu práce v Ženevě. Velmi aktivně se zapojil i do akcí na překonání světové hospodářské krize a usiloval o zmírnění nezaměstnanosti rozsáhlými investicemi, které měly vytvořit nová pracovní místa. Hodně energie věnoval modernizaci systému sociální péče. Vynikal i jako odborný publicista.
Díky svým znalostem a působení v Ženevě měl rozsáhlé styky s evropskými sociálními demokraty a ty se snažil v době Mnichova zmobilizovat k akci ve prospěch republiky. Dne 15. září 1938 odcestoval z pověření prezidenta Beneše do Paříže s tajným posláním tlumočit Benešovu ochotu vzdát se části pohraničního území. V plánu šlo o odstoupení 4000–6000 km² pod podmínkou přesídlení 1,5 až 2 milionů německých obyvatel do Německa s tím, že němečtí demokraté a Židé by zůstali v Československu.
Po Mnichovu vystupoval proti nacismu a se souhlasem odboje se stal předsedou Nejvyššího cenového úřadu. Za Sociální demokracii byl i členem odbojového Politického ústředí. V lednu 1940 byl nucen uprchnout do Francie a odtud vedla jeho cesta do Londýna, kde se zapojil do práce exilové vlády. Nejprve ve funkci státního ministra a poté ministra pro hospodářskou obnovu.
V této době se mu zhoršil zdravotní stav, to bylo impulsem pro odchod z exilové vlády, ale i z politického života. V roce 1943 sepsal zprávu o své úloze v mnichovské krizi Remarks about the Political Events Before and After Munich (nyní uložena ve Stanford University), v níž se obhajoval z obvinění, že jednal z vlastního popudu. Při útěku z republiky zanechal doma ženu Marii Nečasovou-Poubovou a dceru, které se staly oběťmi pronásledování, a zahynuly v koncentračním táboře. Nečas dožil na venkově ve Walesu v Merthyr Mawr, kde 30. ledna 1945 zemřel. Podle jeho přání byl jeho popel rozptýlen nad místními vřesovišti.